# Bugatti La Voiture Noire
Bugatti La Voiture Noire – hipersamochód typu one-off wyprodukowany pod francuską marką Bugatti w 2019 roku.

## Historia i opis modelu

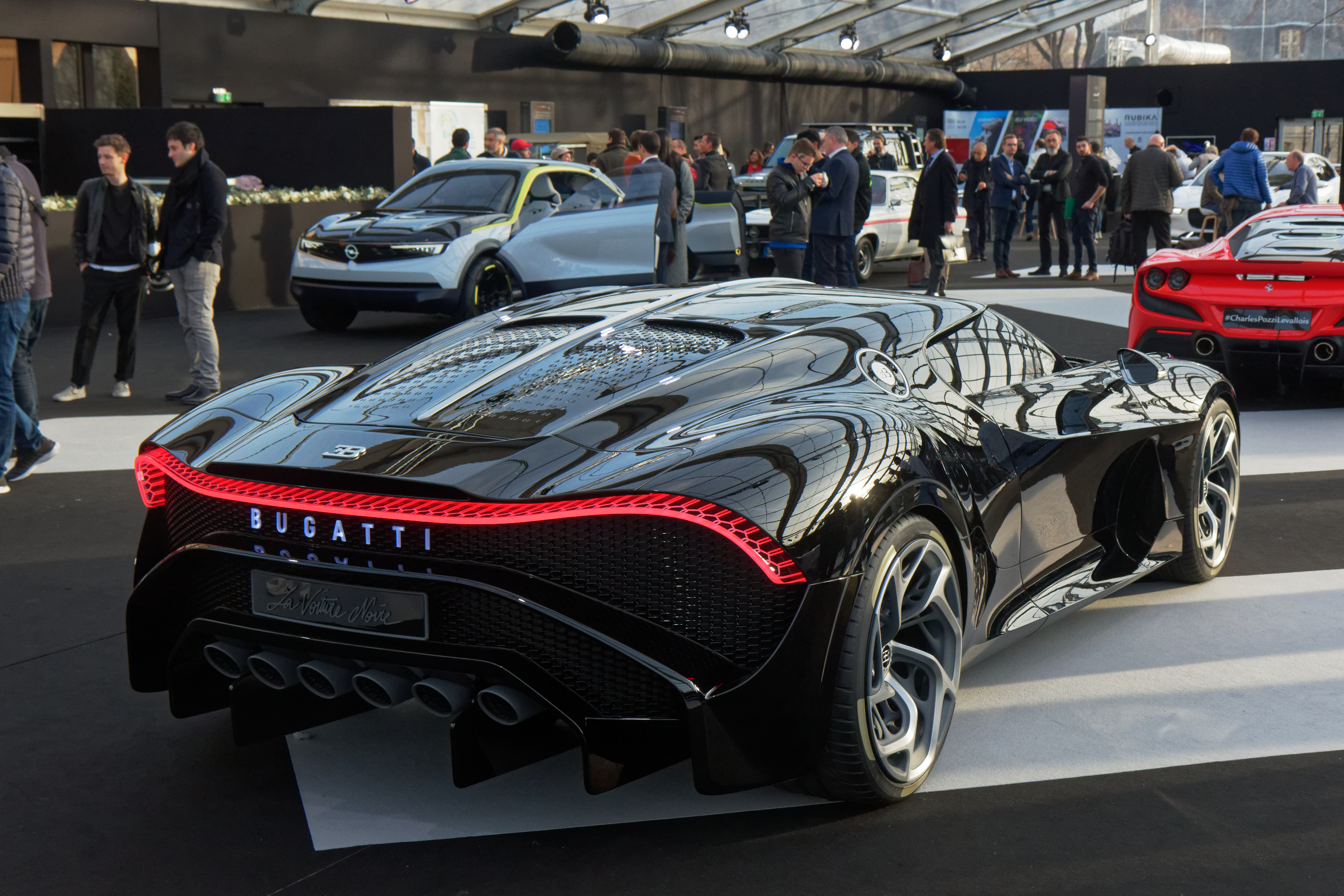
Bugatti La Voiture Noire - tył

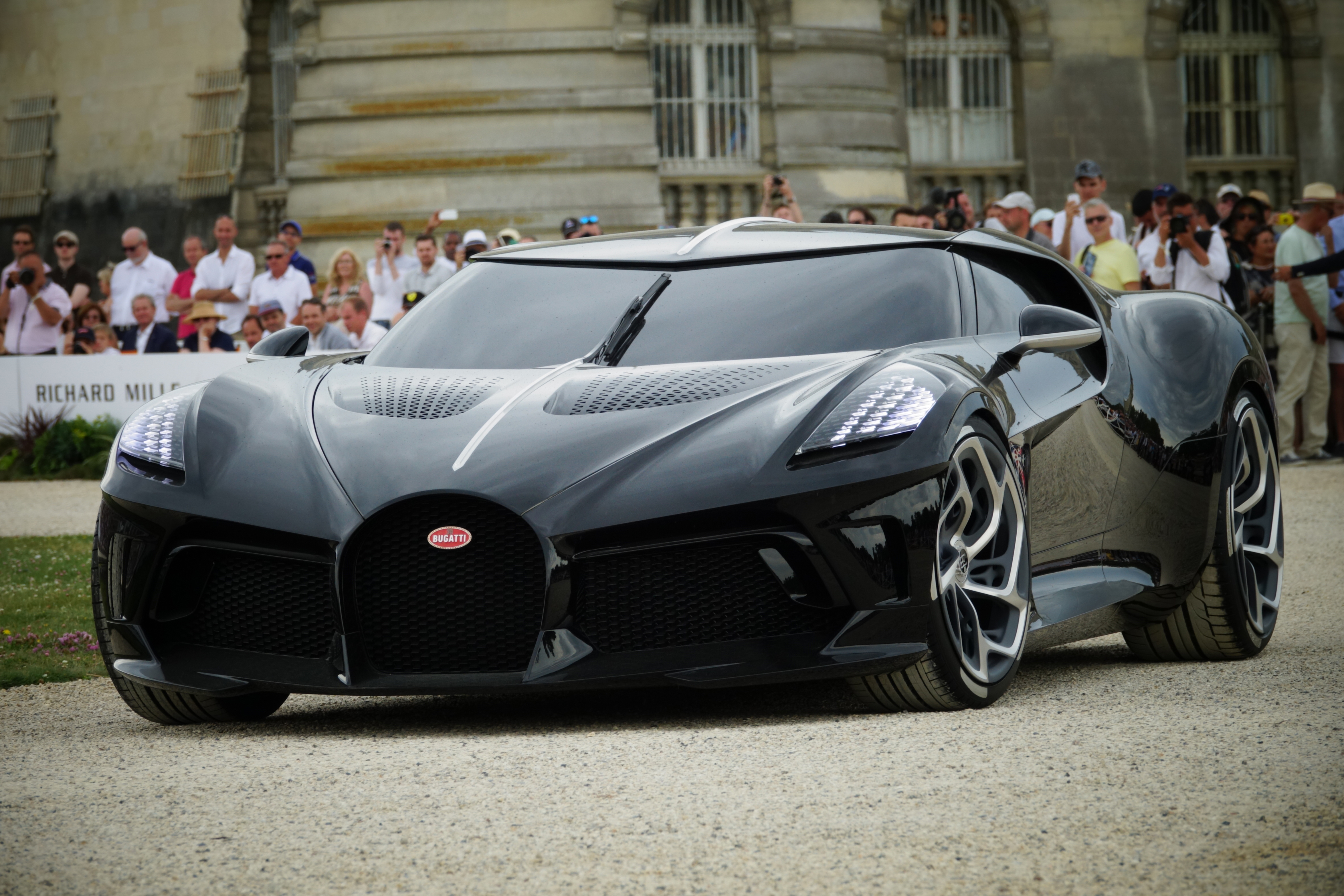
Bugatti La Voiture Noire - pas przedni

Bugatti La Voiture Noire po raz pierwszy zostało zaprezentowane w marcu 2019 roku podczas targów motoryzacyjnych Geneva Motor Show, z kolei druga ważna prezentacja miała miejsce podczas wydarzenia Concorso d’Eleganza Villa d’Este w maju tego samego roku nad jeziorem Como we Włoszech. Ta wówczas druga oprócz Chirona konstrukcja francuskiej firmy powstała jako unikalny, specjalny model będący formą oddania hołdu dla słynnego, rzadkiego modelu Type 57 SC Atlantic z 1937 roku, które zbudowało przedwojenne Bugatti. Ponadto, francuska firma dzięki La Voiture Noire uczciła także 110. rocznicę założenia macierzystej firmy przez Ettore Bugatti. Nazwa samochodu w języku francuskim, La Voiture Noire, oznacza po polsku po prostu czarny samochód.
Za techniczną bazę do La Voiture Noire wykorzystany został model Chiron, zyskując przy tym całkowicie nowy, unikalny projekt stylistyczny autorstwa szefa biura projektowego Bugatti, Achim Anscheidt. Awangardowy projekt stylistyczny wyróżniły rozległe wloty powietrza, szeroko rozstawione reflektory w stylu modeli Divo, masywne alufelgi, a także charakterystyczne sześć końcówek wydechu. Do wykonania nadwozia wykonano mieszankę włókna węglowego, magnezu i aluminium.
Do napędu Bugatti La Voiture Noire wykorzystany został duży silnik benzynowy typu W16 o pojemności 8 litrów i mocy 1500 KM, rozwijając maksymalny moment obrotowy 1600 Nm. Napęd przenoszony jest na obie osie za pomocą 7-stopniowej, dwusprzęgłowej automatycznej skrzyni biegów, z kolei szczegółowe osiągi hipersamochodu nie zostały ujawnione.

### Sprzedaż
Bugatti La Voiture Noire to samochód typu one-off, jako pierwsza konstrukcja w historii tej firmy zbudowana wyłącznie w jednym egzemplarzu jako model specjalny odnoszący się do historycznego dziedzictwa przedwojennego Bugatti. Niespełna pół roku po premierze, w sierpniu 2019 roku, poinformowano o znalezieniu nabywcy, który nabył unikatowy samochód za kwotę 11 milionów euro. Z racji tej kwoty, La Voiture Noire określone zostało przed media "najdroższym samochodem na świecie w historii".

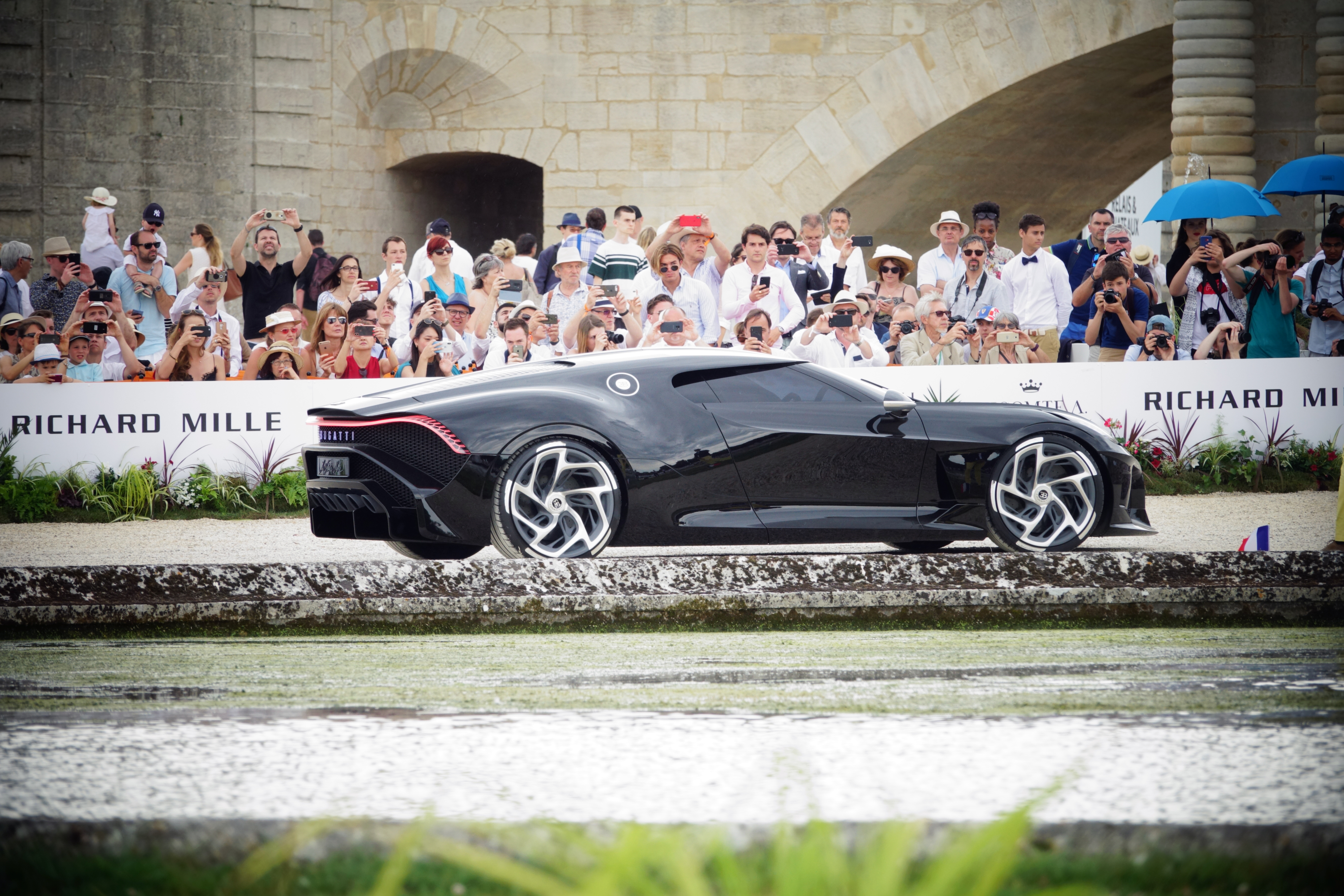
Bugatti La Voiture Noire - sylwetka

Przedstawione w marcu 2019 roku La Voiture Noire było egzemplarzem we wczesnej fazie rozwojowej, która po premierze kontynuowana była jeszcze przez kolejne 2 lata. W kwietniu 2021 sfotografowano egzemplarz podczas testów drogowych na ulicach francuskiego Molsheim. Prace konstrukcyjne i testy unikatowego hipersamochodu dobiegły końca ostatecznie w czerwcu tego samego roku, kiedy to też Bugatti La Voiture Noire zostało dostarczone do klienta. W grudniu 2021 szwajcarskie media poinformowały, że samochód został zarejestrowany w szwajcarskim Zurychu. Tożsamość nabywcy nie została potwierdzona ani ujawniona - media spekulowały, że nabywcą mógł zostać Cristiano Ronaldo lub Ferdinand Piëch.

### Silnik
- W16 8.0l 1500 KM